# 신포중학교
신포중학교(新浦中學校)는 대한민국 강원특별자치도 춘천시 사북면 신포리에 있는 공립 중학교이다.

## 학교 연혁
- 1969년 10월 14일 : 신포중학교 6학급 설립 인가
- 1970년 3월 18일 : 신포중학교 개교
- 2024년 3월 1일 : 제21대 조성문 교장 취임
- 2025년 1월 6일 : 제53회 졸업식(2명 졸업, 총 1,644명)
- 2025년 3월 4일 : 제56회 신입생 입학

## 참고 자료
- 신포중학교 - 한국교육학술정보원 학교알리미